# 雲辺寺
雲辺寺（うんぺんじ）は、徳島県三好市（もと三好郡）池田町白地ノロウチの雲辺寺山山頂（標高927 m）近くに位置する真言宗御室派の寺院で、巨鼇山（きょごうざん）千手院（せんじゅいん）と号す。本尊は千手観世音菩薩。四国八十八箇所第六十六番札所、阿波西国三十三観音霊場（西部）第二十一番札所。
- 本尊真言：おん ばざら たらま きりく
- ご詠歌：はるばると雲のほとりの寺に来て　月日を今は麓にぞ見る
- 納経印：当寺本尊、毘沙門天（阿波秘境祖谷渓・大歩危七福神霊場めぐり）、最高峰四国高野のナス形の朱印

## 概要
四国八十八箇所霊場第66番札所で、所在地は徳島県（阿波）であるが霊場としては讃岐の札所として扱われ、「涅槃の道場」の始まりで、八十八箇所中で最も標高が高い位置（本堂の位置で標高900 m付近）にあり、最後の「関所寺」である。夏は紫陽花が全山一面に咲き、晩秋には紅葉の名所となり、冬はロープウエイ利用が可能なため、雪の風景となる。

## 歴史

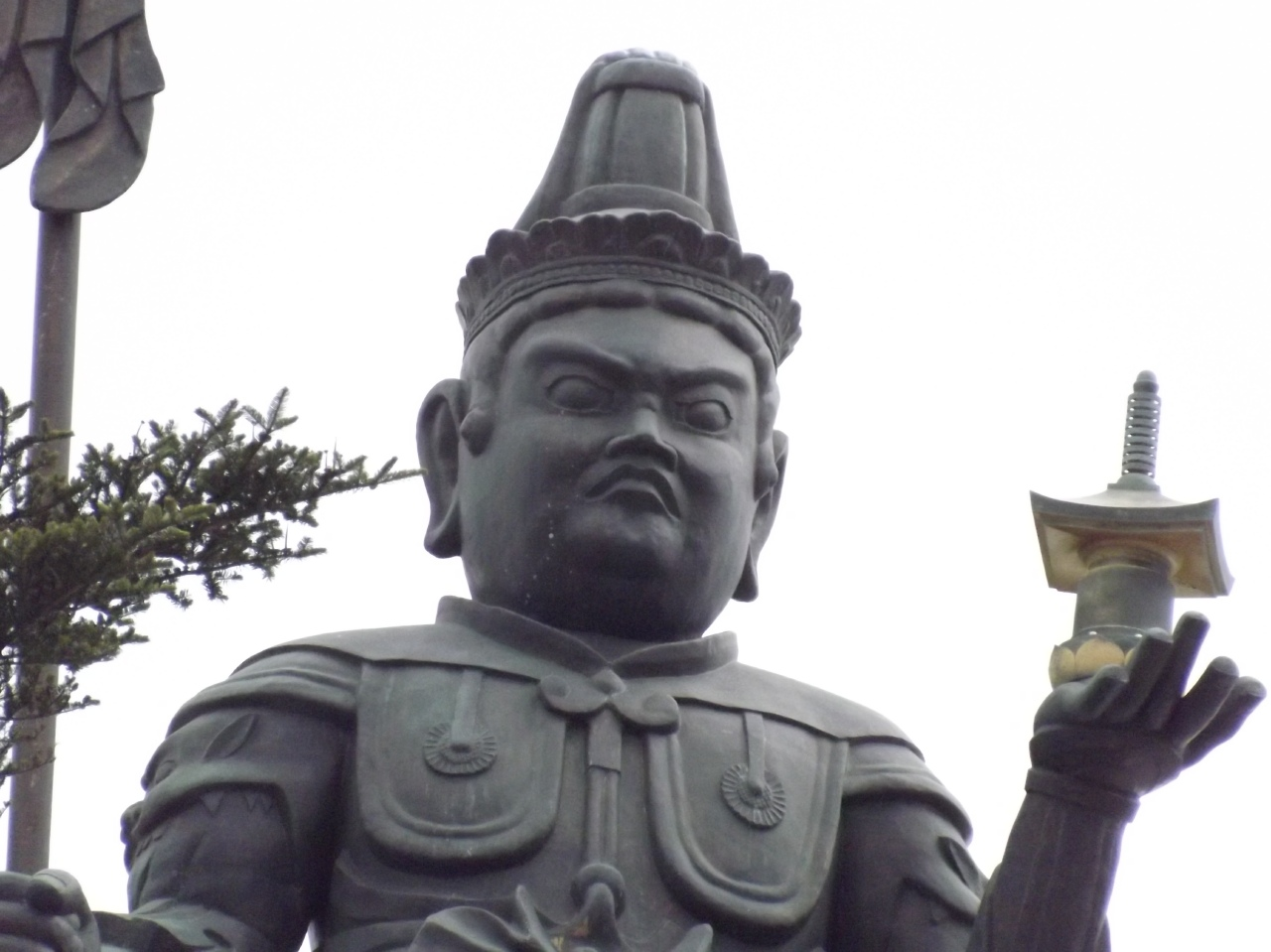
展望館の毘沙門天

寺伝によれば、789年（延暦8年）に佐伯真魚（後の空海・弘法大師）が善通寺建立のための木材を求めて雲辺寺山に登り、この地を霊山と感得し堂宇を建立したことを起源とする。空海はまた、807年（大同2年）には秘密灌頂の修法を行い、さらに818年（弘仁9年）に嵯峨天皇の勅命を受けて本尊を刻んで、七仏供養を行ったという。後に「四国高野」と呼ばれ、僧侶の修行道場となり、貞観年間（857年から877年）には清和天皇の勅願寺ともなった。
1098年（承徳2年）火災で全山焼失するも、その後に鹿を追って当地に入った猟師の与成（よなり）は樹上に現れた観音菩薩の威厳にうたれ発心し堂宇の再建を果たした。
平安末期の中興の祖と云われるにふさわしい願西上人が住職のとき、現存する本尊千手観音と毘沙門天が造られた。
鎌倉時代には、阿波守護の佐々木経高（経蓮）の庇護を受け、七堂伽藍が整えられた。
1311年（応長元年）には、京都西園寺家により寺領が寄進される。
1363年（貞治2年）には足利氏より法華経真読を依頼される。
1577年（天正5年）に土佐を統一し、四国制覇を狙う土佐の戦国大名・長宗我部元親が雲辺寺を訪れ、住職の俊崇坊に四国統一の夢を語ったという。
1987年（昭和62年）に香川県観音寺市側の山麓と雲辺寺ロープウェイによって結ばれ、訪れやすい寺となった。
2019年（令和元年）に雲辺寺開創1,230年記念として一般公開の本尊開帳が本堂背後の宝物館で行われた。なお、四国霊場開創1,200年（2014年）にも行われた。

## 境内
- 山門（仁王門）

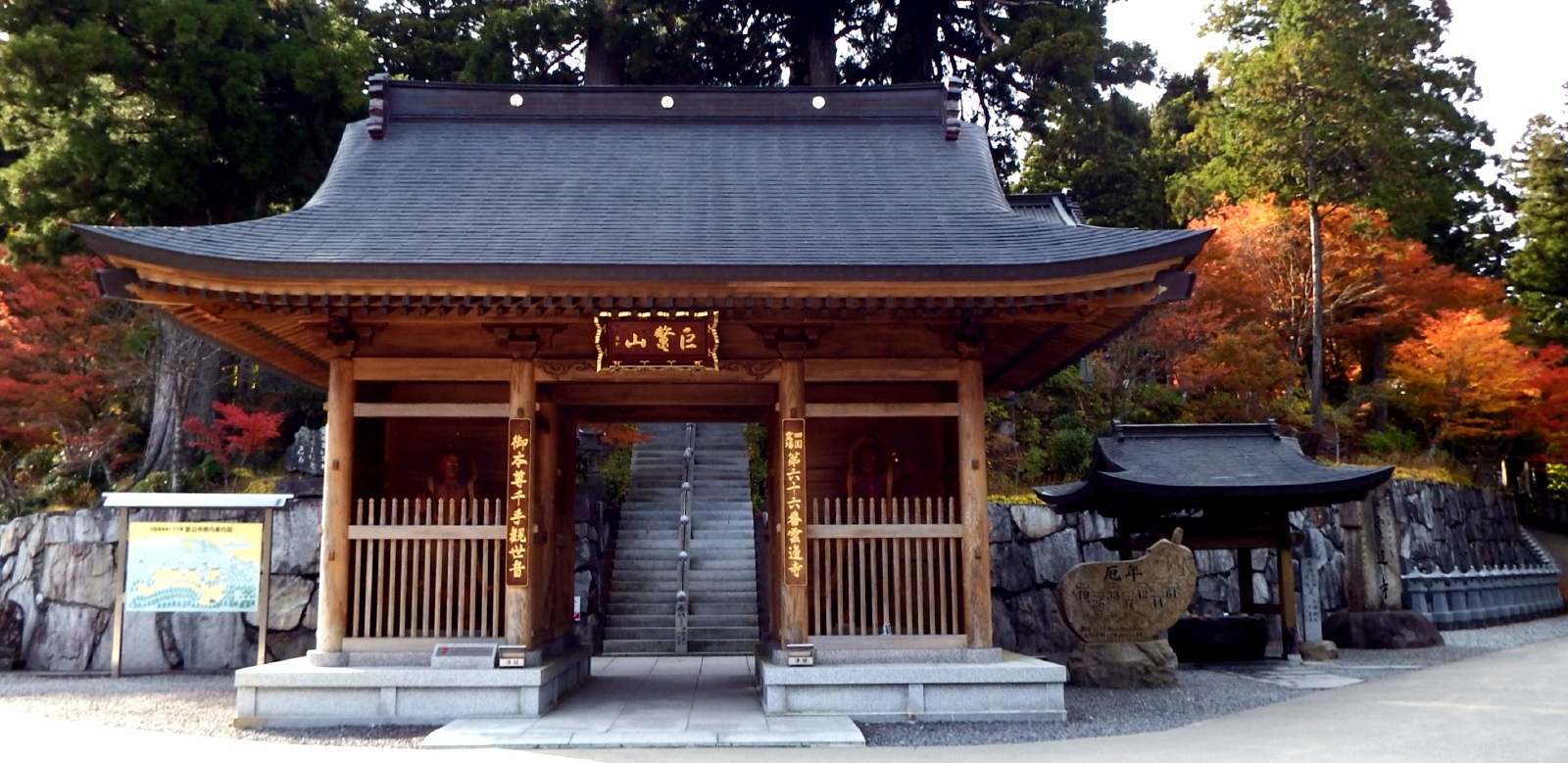
仁王門

- 本堂：2009年落成。中央に前立本尊の石造千手観音が鎮座し、向かって右前に黒不動明王立像と左に黒毘沙門天立像[注釈 2]、その背後に地蔵菩薩立像。
- 宝物館二棟：本堂の背後の斜面の棟には、本尊の木造千手観音坐像（重文）・木造毘沙門天立像（重文）と鋳造金剛界大日如来坐像[注釈 3]および四天王立像、初代本尊の一部である仏頭や手（その大きさから初代本尊は丈六仏だったと考えられている）などが収蔵。護摩堂の背後の斜面の棟には不動明王立像（重文）が収蔵。

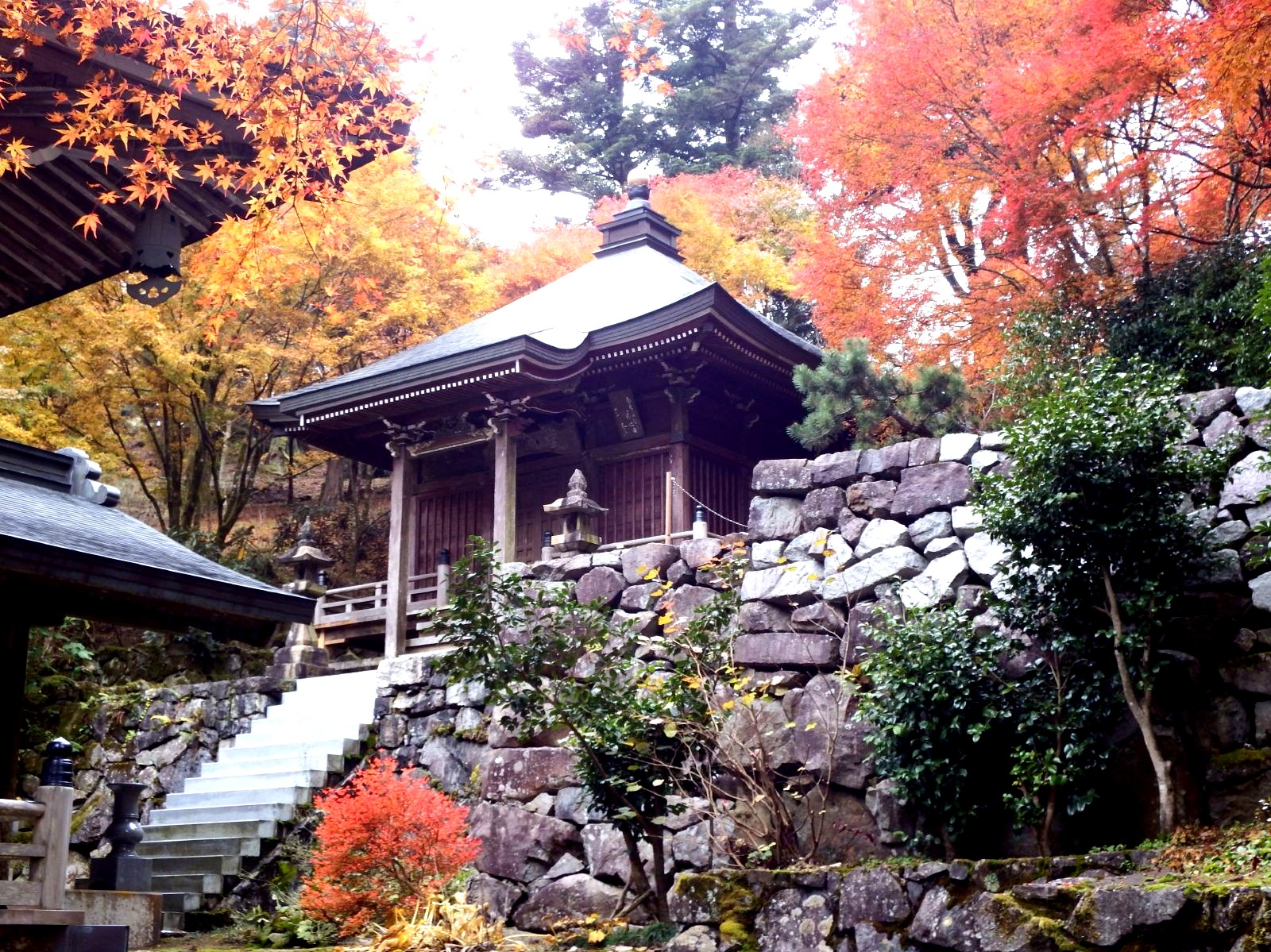
大師堂奥殿

- 大師堂拝殿、奥殿：拝殿の外回廊を廻って裏から奥殿を参拝する。
- 鐘楼
- 護摩堂

- 五社大権現（祠）

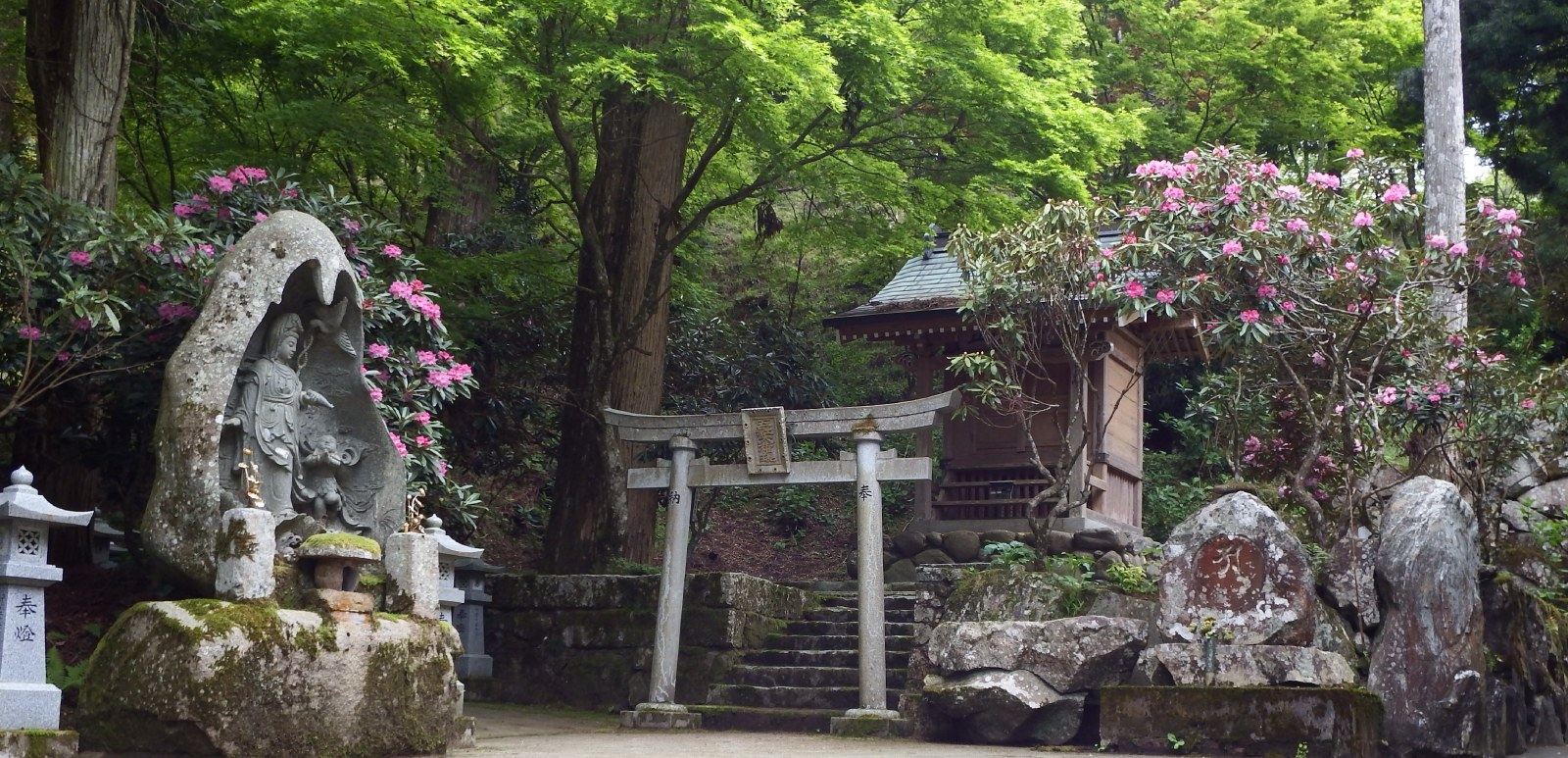
五社大権現

- おたのみなす：頼みごとが成す「なす」ようにとのことで願い事を書いた紙を石のモニュメントに貼る。またお守りがある。
- 五百羅漢・涅槃釈迦仏・千手観音・不動明王ほか：石造が境内に点在している。
- 三大巨木：大師乳銀杏、霊木三位一体（カシ・ハンノキ、カエデ）、夫婦杉
- 毘沙門天展望館：標高927 mの最高地点に建ち、屋上に立てば360度見渡せる。北東に約0.6 kmの位置に二等三角点「雲辺寺山」標高911 mがある。
- 句碑：山頭火「石佛濡佛けふも秋雨」と「雲辺や瀬戸の秋景ほしいまゝ」が山上ロープウェイ駅の近くにある。
- 本坊

仁王門の脇に手水舎があり、仁王門をくぐり石段を上がると右手に鐘楼、正面奥には大師堂拝殿があり履物を脱いで回廊を回って裏に行くと、大師堂奥殿がある。大師堂拝殿の左手前のスロープーを降りていくと、コンクリートの本堂側面が見え、左に納経所がある。本堂の左に護摩堂さらに本坊がある。
- 宿坊：なし
- 駐車場：20台（道路維持管理費として通常時は普通車で500円を納経所で支払うが、紅葉期には納経遍路以外の参詣者も境内入口で支払う。駐車場から境内まで徒歩約10分。なお、さらに1 km下の県道脇に10台の駐車スペースがあり、そこから徒歩なら無料）
- ロープウェイ山頂駅から境内まで徒歩約10分（山麓駅無料駐車場：800台、大型10台）

## ギャラリー

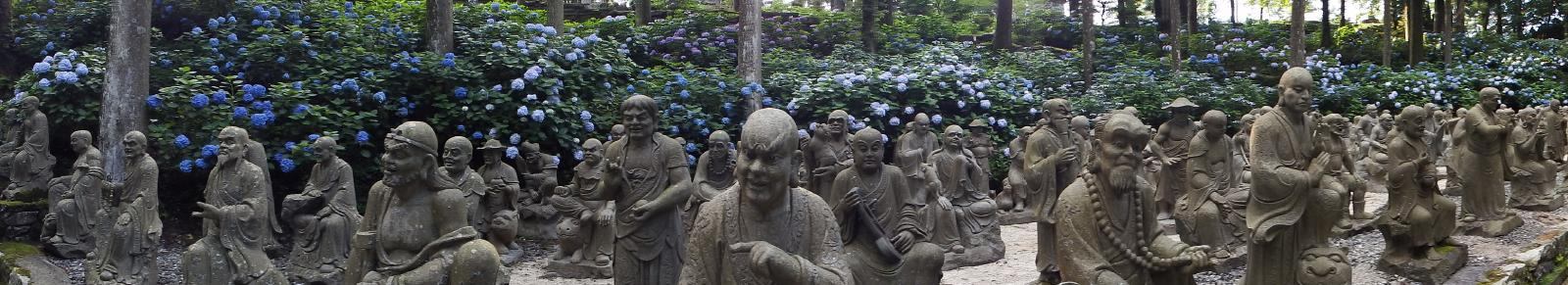
五百羅漢と紫陽花

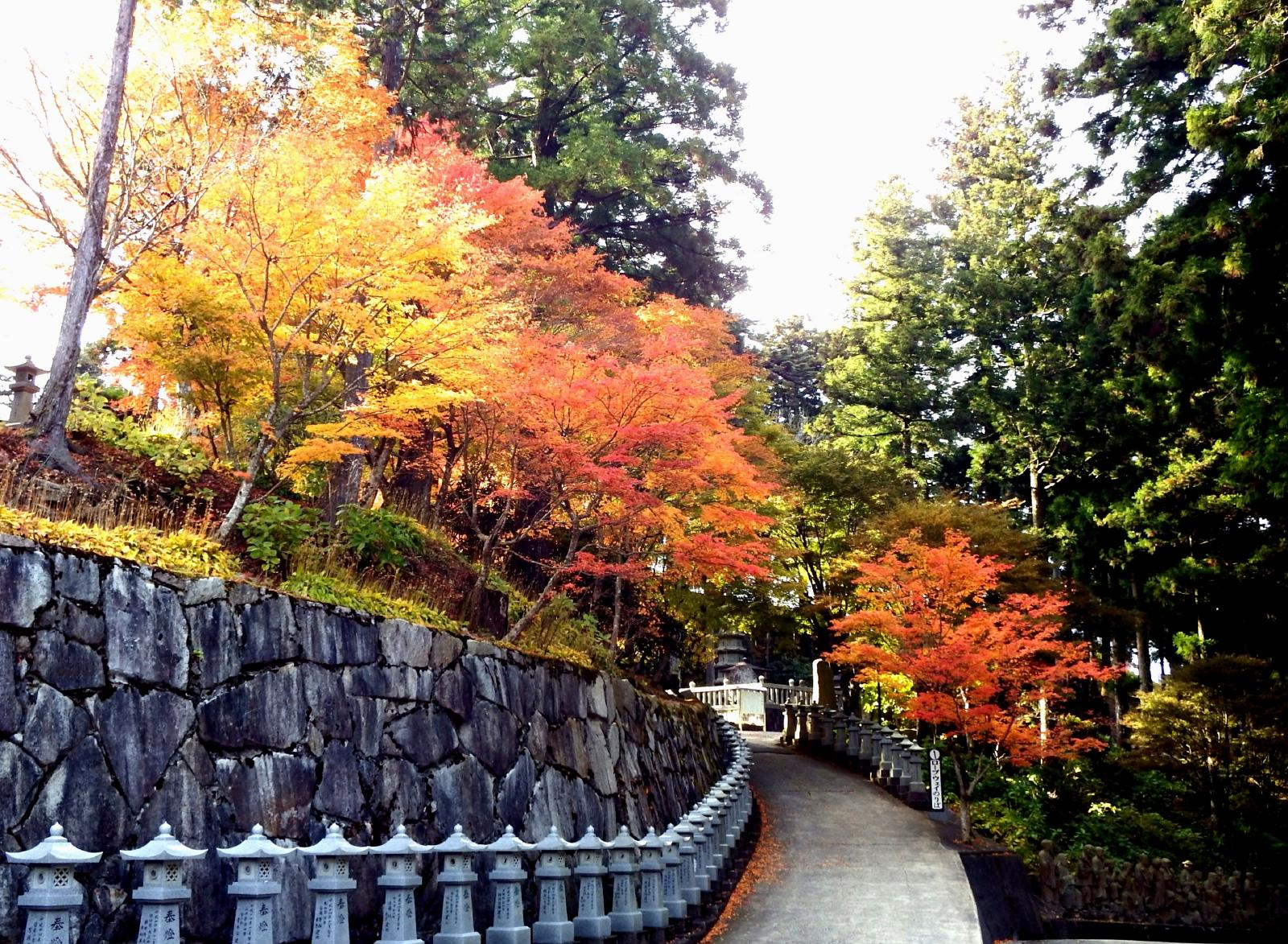
紅葉の参道
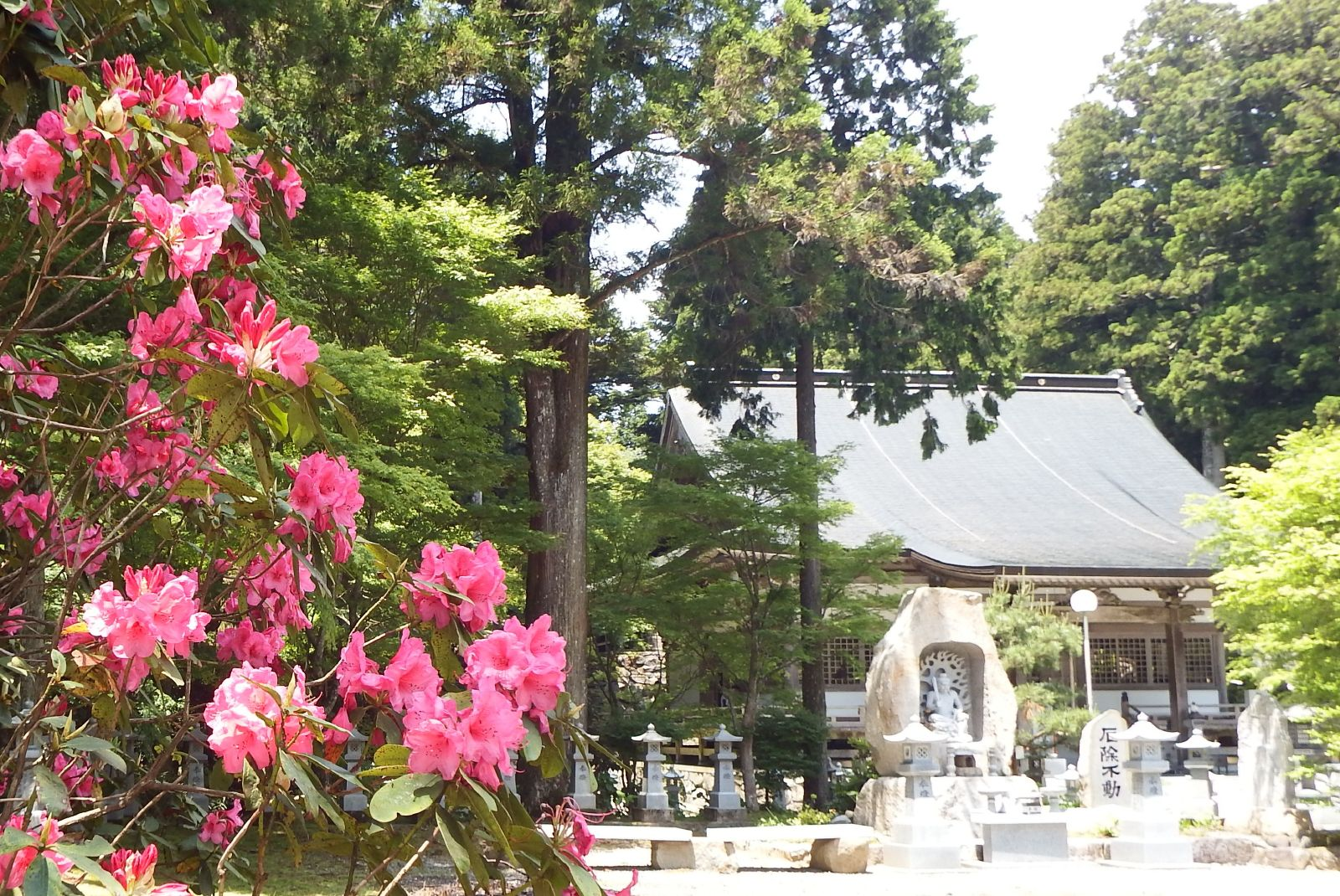
大師堂の壇
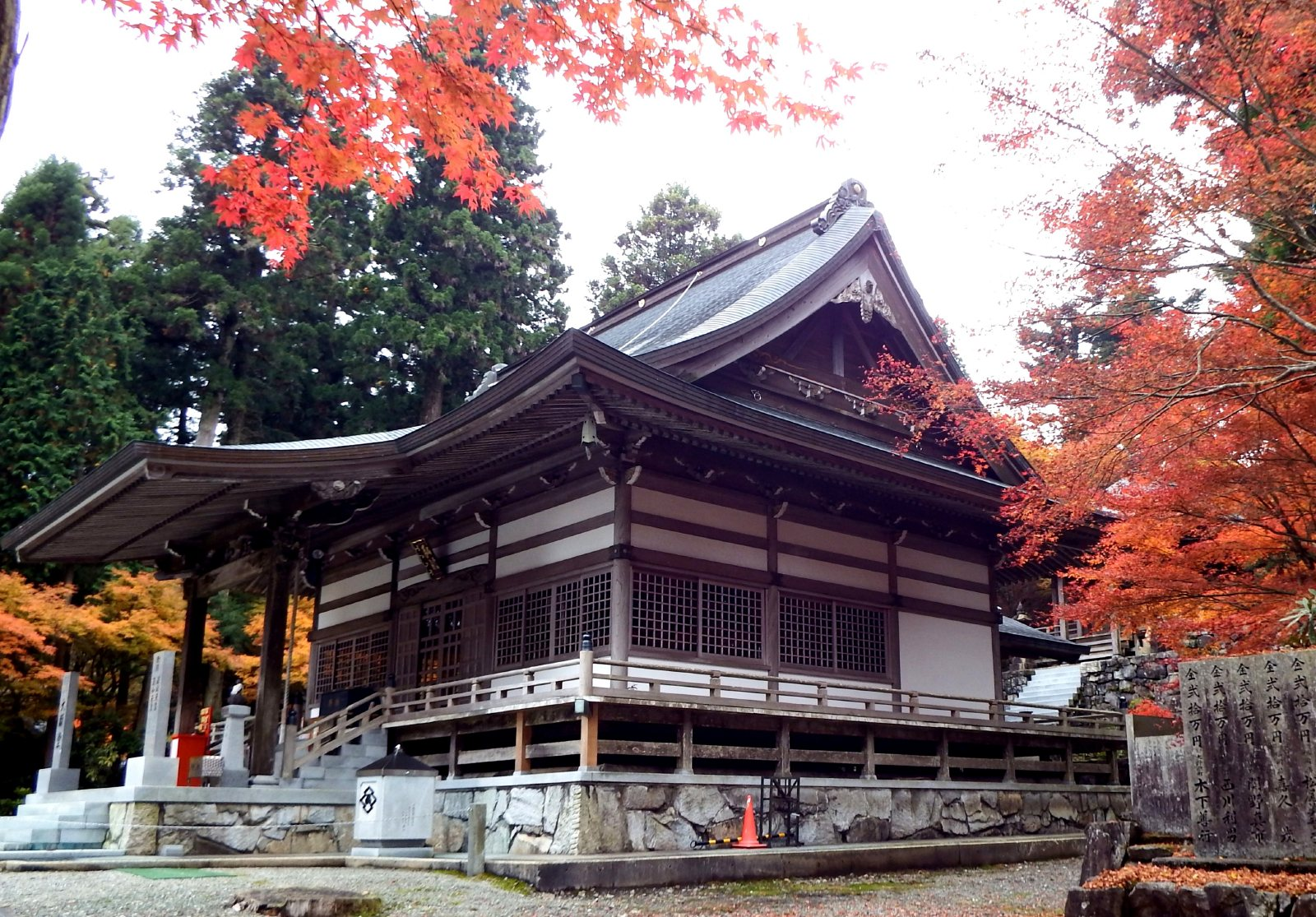
大師堂拝殿
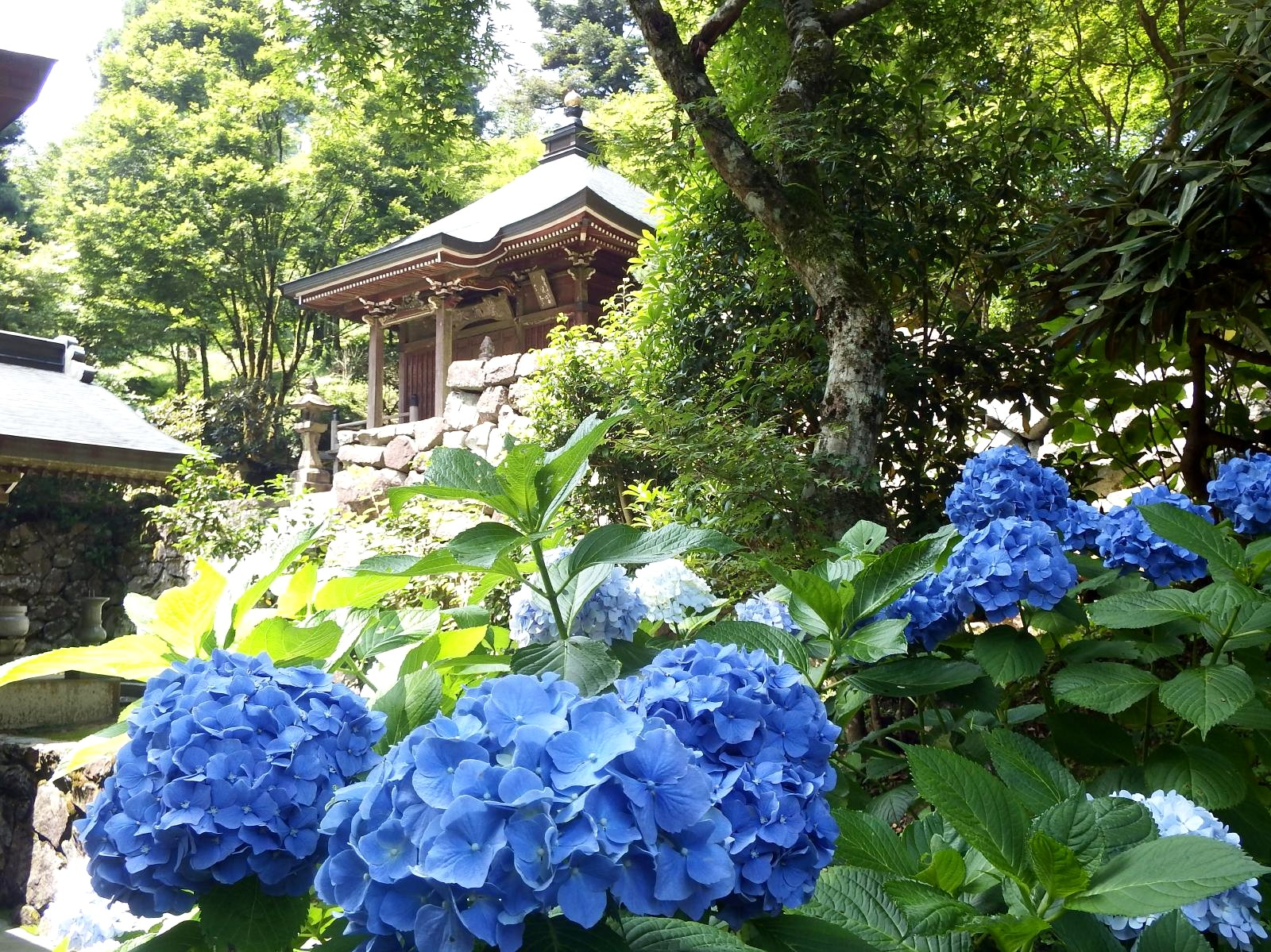
大師堂奥殿
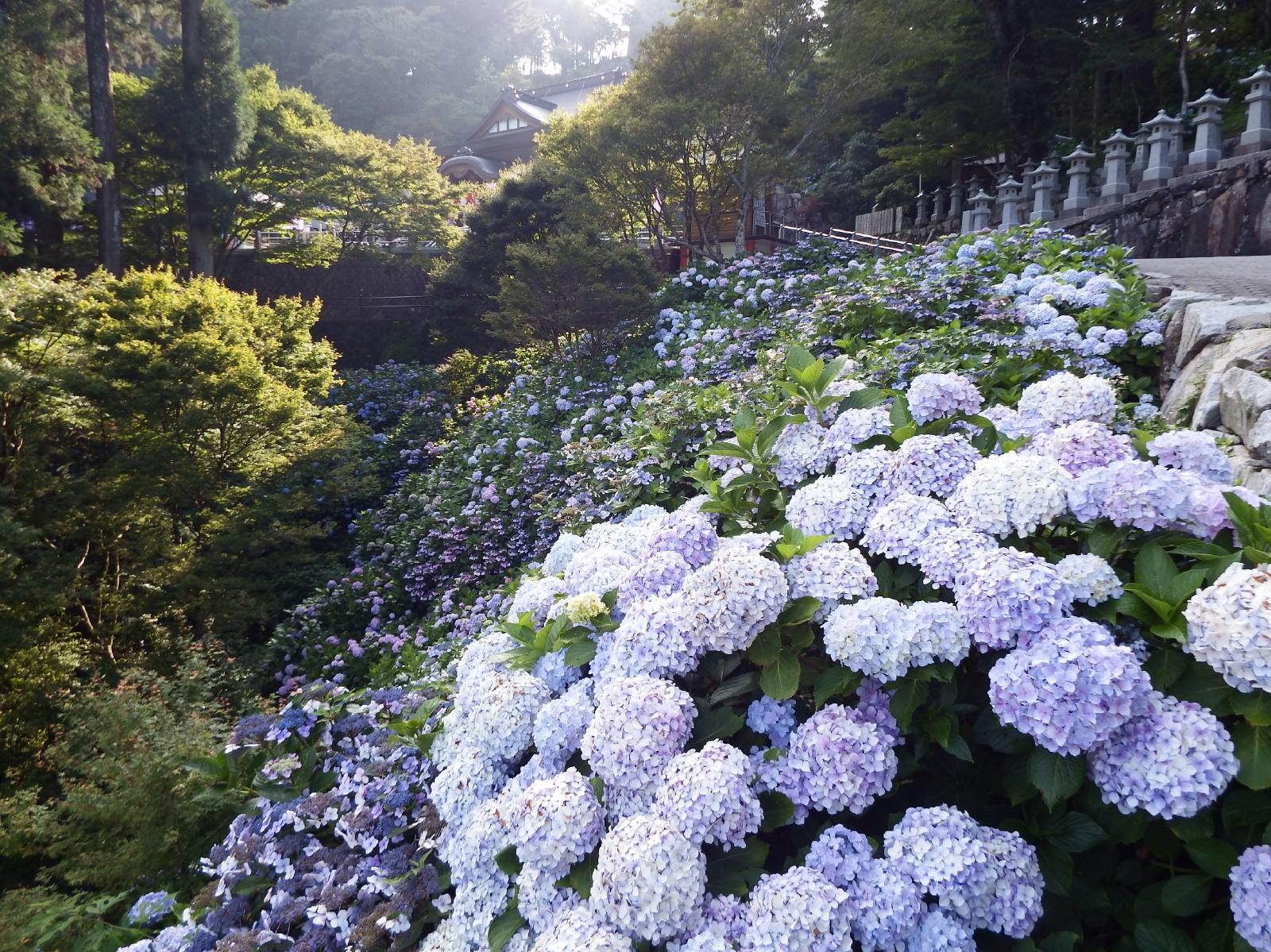
紫陽花
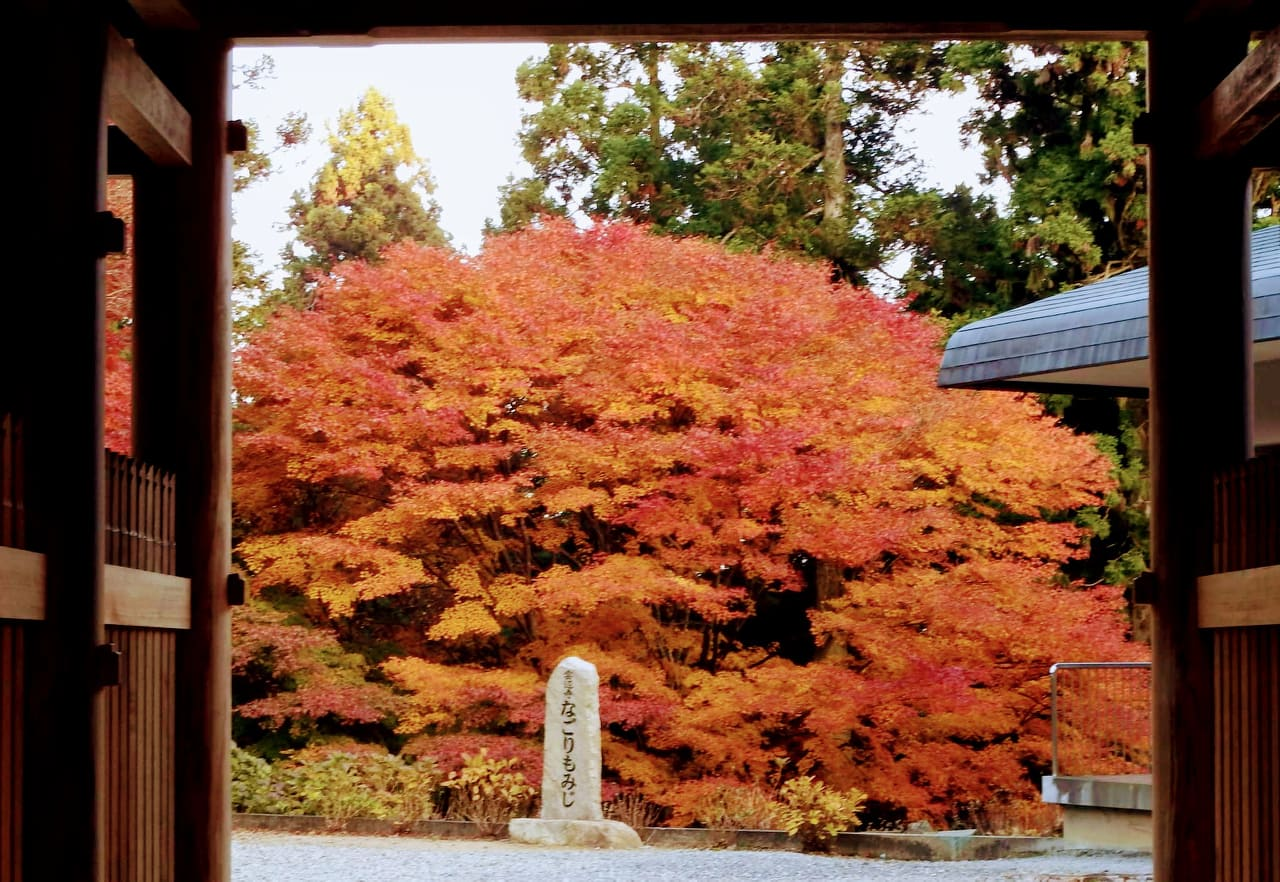
仁王門越しのなごり紅葉
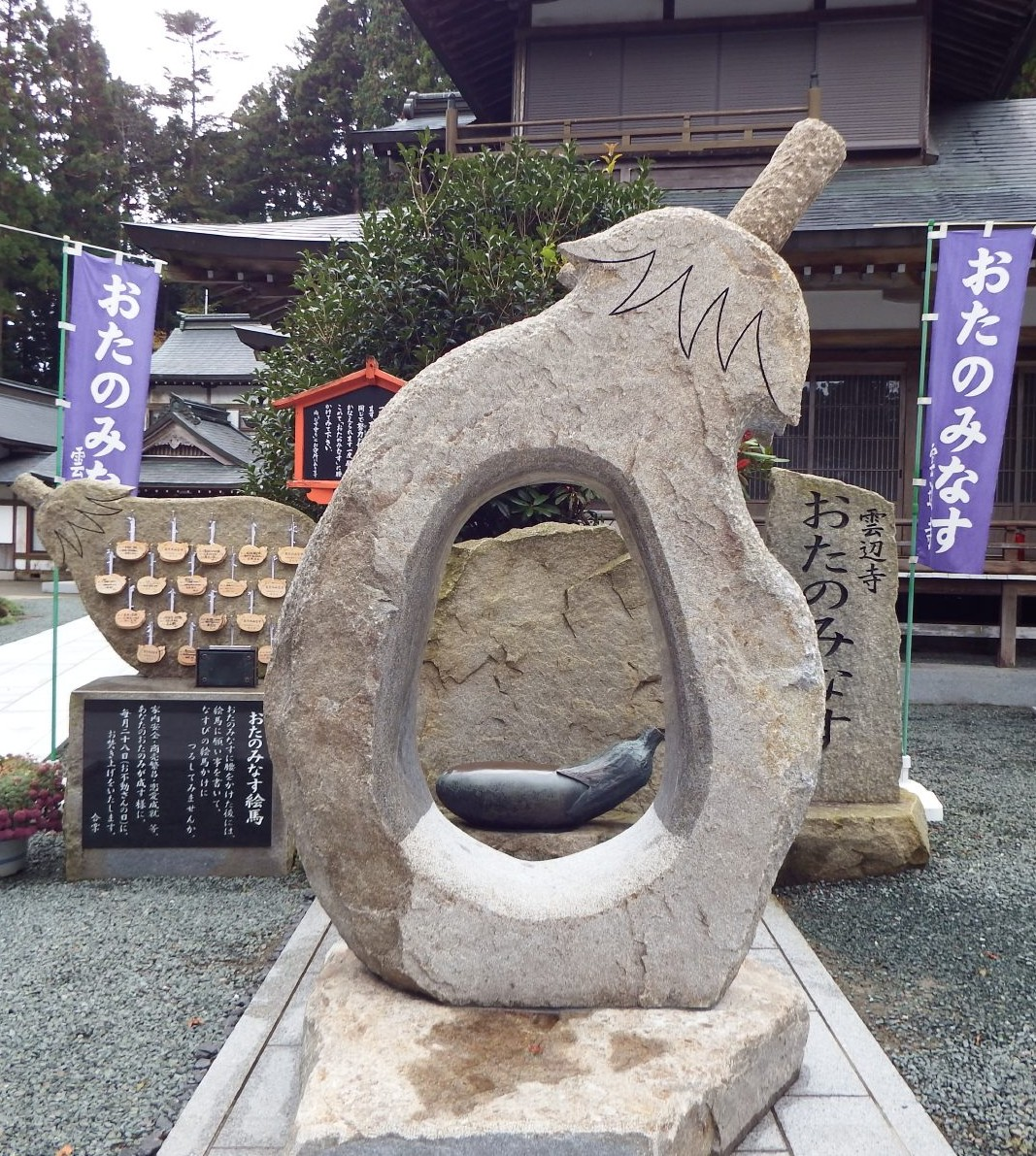
おたのみなす
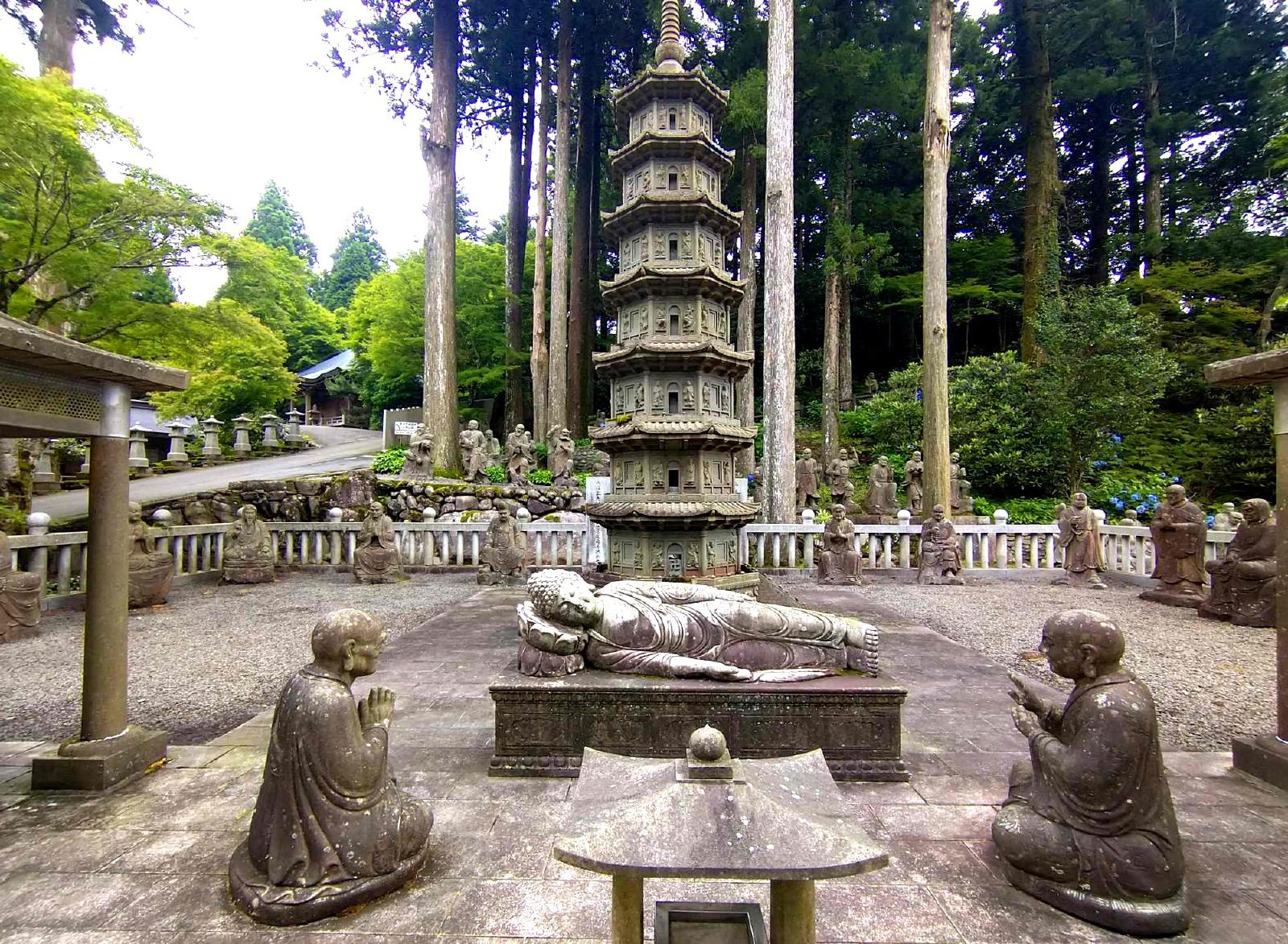
涅槃釈迦如来

## 文化財
重要文化財
- 木造千手観音坐像 - 檜の一木造り、素地、42臂、103.3 cm、平安時代後期、経尋作。作者は11番札所・藤井寺の釈迦如来（寺伝薬師如来）像の作者と同じ。明治44年（1911年）8月9日指定[6]。
- 木造不動明王・毘沙門天立像 慶尊作- 木造、彩色、毘沙門天像154.5 cm、寿永3年（1184年）作。毘沙門天は明治44年（1911年）8月9日指定、不動明王は2018年10月31日追加指定[7][8]。
- 絹本著色聖衆来迎図 - 明治43年（1910年）8月29日指定[9]。

史跡

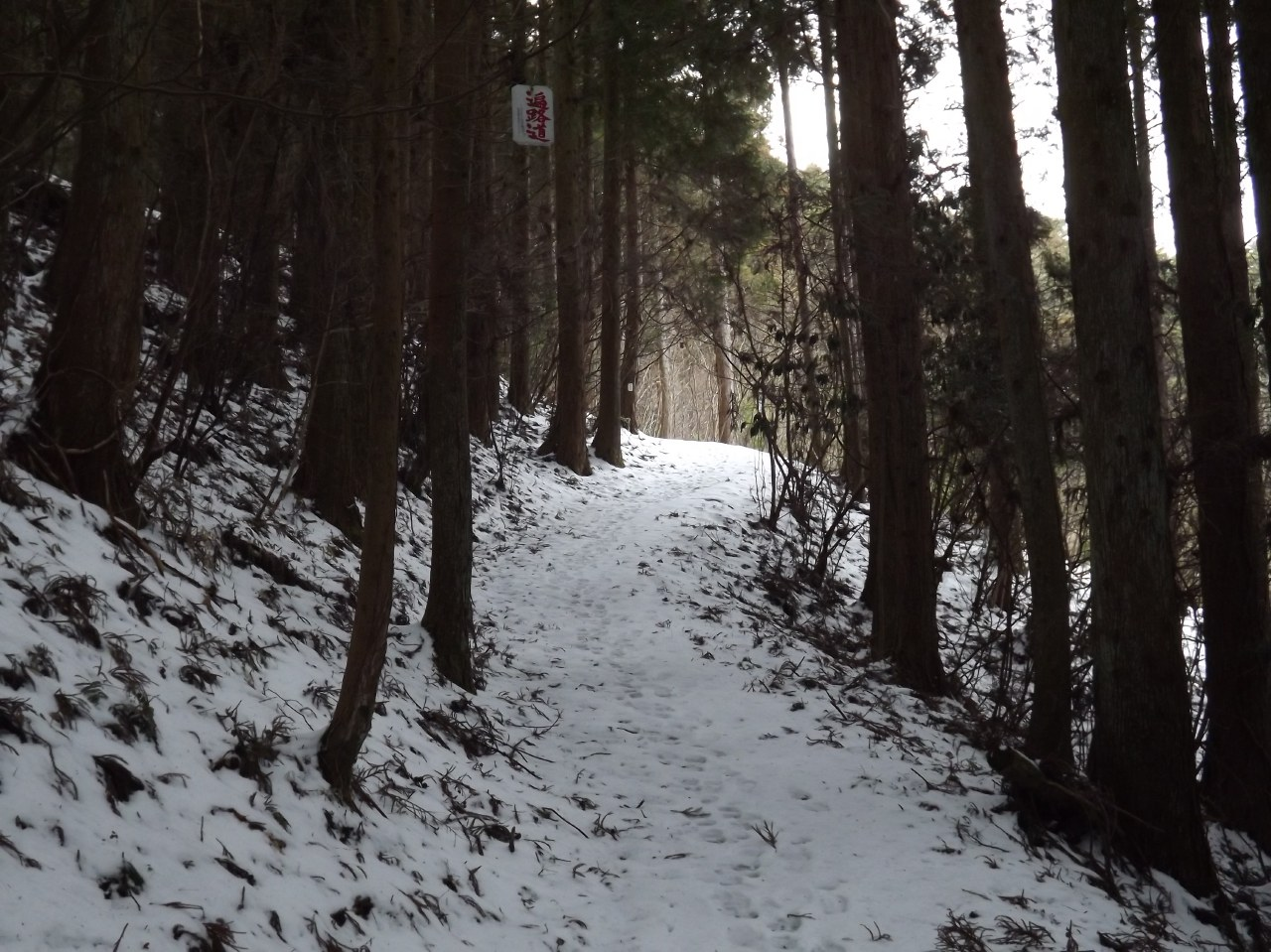
雲辺寺道第2区間終点

- 阿波遍路道 雲辺寺道 - 雲辺寺に至る遍路道のうち、古道の景観を色濃く留める3つの区間の総計約2.16 km[10]。平成29年2月9日指定[11][12]。

1. 三好市池田町佐野の集落から上る道で頂上ラインを走る高原道路に合流するまでの区間の１.数 km
2. 県道268号からの車道の先と高原道路からの合流地点から上がる徒歩道で有料道路に上がるまでの区間の数百 m
3. 有料道路のヘアピンカーブにある石段から車道に上がるまでの区間の数十 m

## 交通案内
鉄道

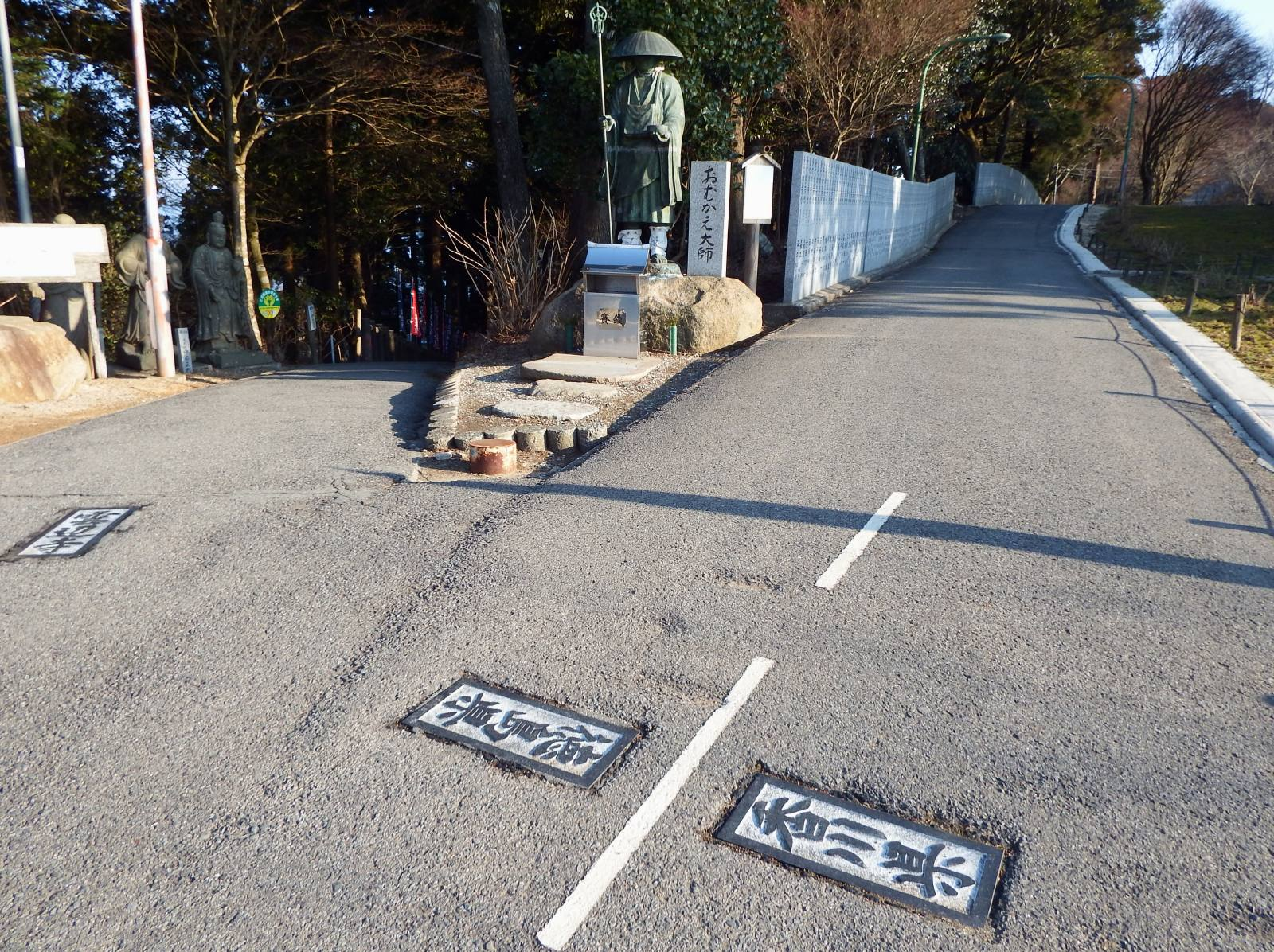
山頂駅手前の県境板

- 四国旅客鉄道（JR四国）土讃線 – 三縄駅 (10.5 km)

タクシー
- 香川県側：四国旅客鉄道（JR四国）予讃線 観音寺駅から24分（約11～12 km） - ロープウェイ山麓駅

道路
- 徳島県側：国道192号 雲辺寺口  - 約9 km - 境内前駐車場（駐車料金500円） - 境内まで徒歩約10分
- 香川県側：高速道路 E11 高松道 大野原ICから国道11号・香川県道8号観音寺佐野線を経由して約25分 - ロープウェイ山麓駅（往復大人運賃2,200円） - 山頂駅 - 境内まで徒歩約10分

## 前後の札所
四国八十八箇所
65 三角寺 --(18.1 km)-- 66 雲辺寺 --(9.4 km)-- 67 大興寺
阿波西国三十三観音霊場（西部）
20 青色寺 ---- 21 雲辺寺 ---- 21 密厳寺

## 奥の院
長福寺
- 所在地：徳島県三好市山城町大月297 （長福寺）

## 前札所
萩原寺
同じ巨鼇山を号する寺院で、雲辺寺の前札所である。寺伝によれば、平安時代初期の大同2年（807年）空海（弘法大師）が建立したという。この時、空海は千手観音と地蔵の2体の菩薩像を刻み、千手観音は雲辺寺に、地蔵菩薩は萩原寺にそれぞれ安置したと伝えられている。
- 所在地：	香川県観音寺市大野原町萩原2742 （萩原寺）

## 周辺

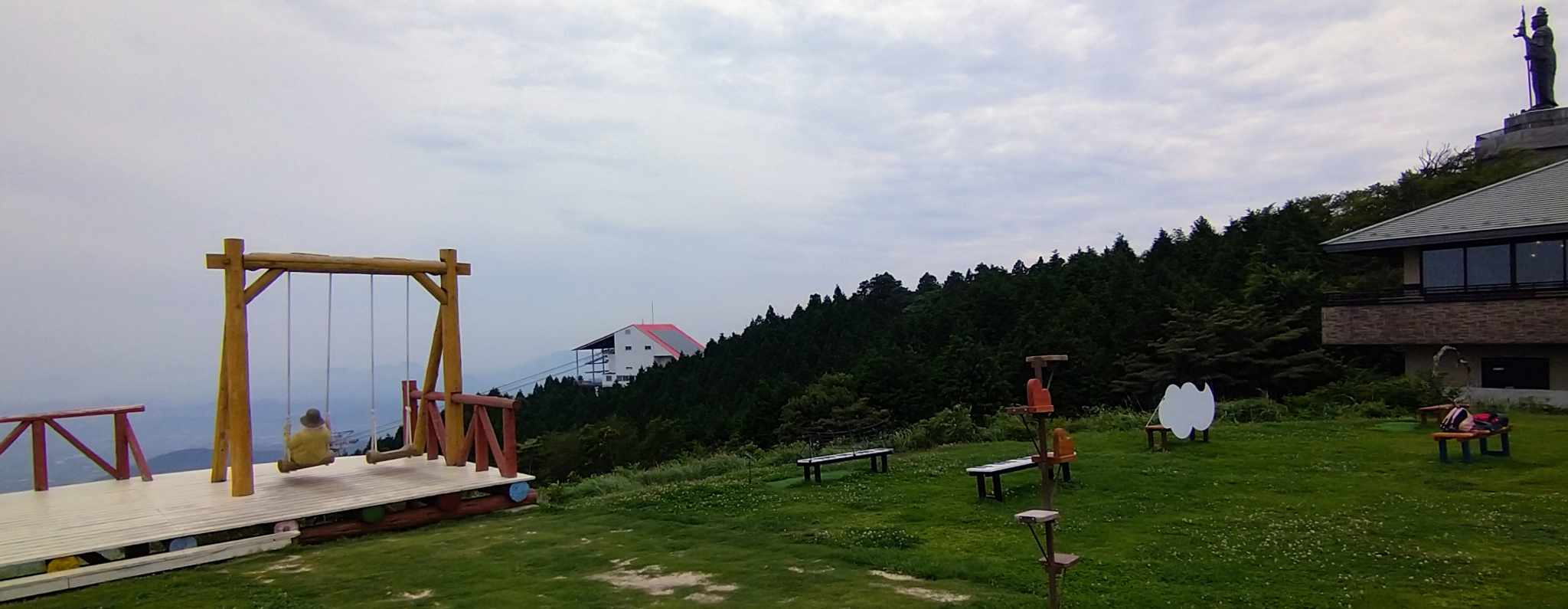
雲辺寺山頂公園
天空のブランコ、天空のベンチ、天空のフォトフレーム
当寺より徒歩約10分上がった山頂にあった雲辺寺スキー場が2020年3月末をもって廃止になったため公園として再整備された。ブランコなどを設置し、キッチンカーで飲食を提供、クラブハウスは休憩所となっている。

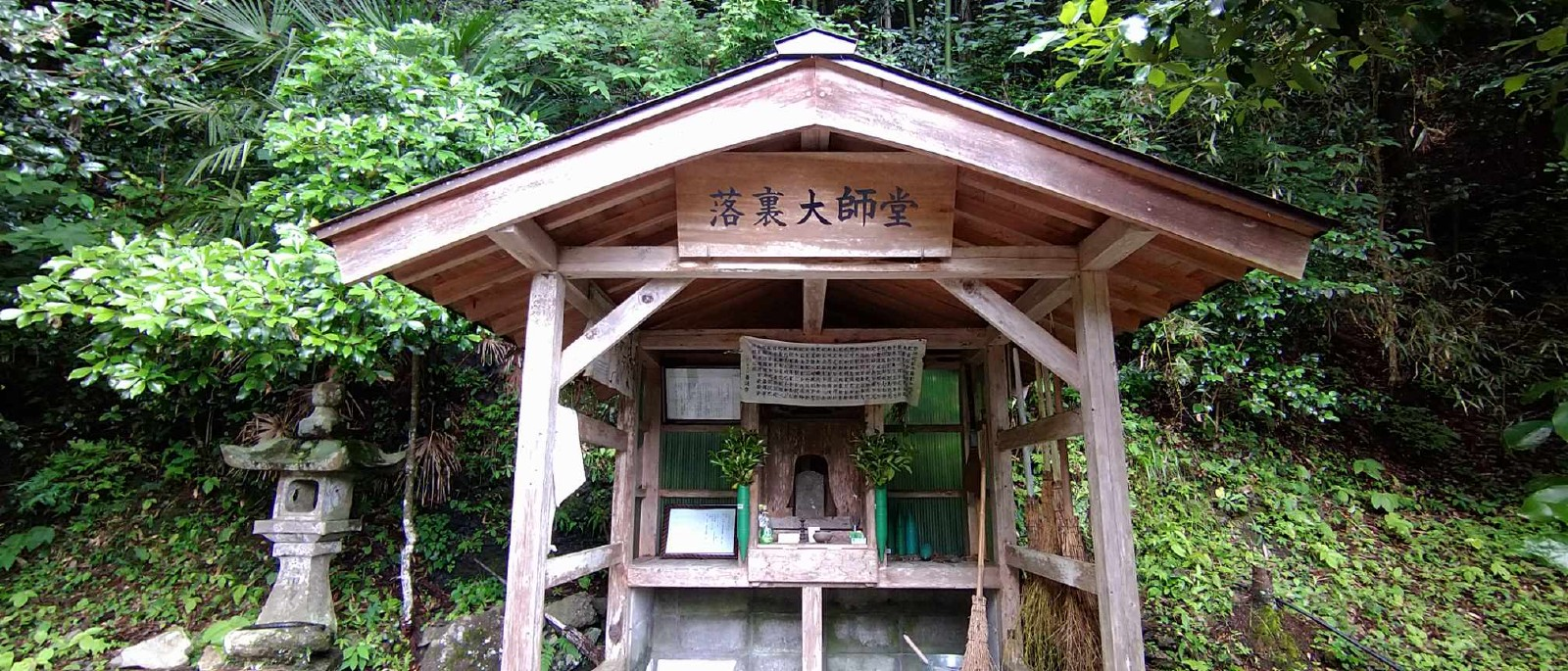
落裏大師堂
当寺から国道192号へと下る県道268号の脇にある。すぐ背後には谷川が流れる。（落裏大師堂）